# Acanthaspis petax
Espèce
Acanthaspis petax  est une espèce de punaises de la famille des réduves qui a comme principale caractéristique de sucer le sang et la chair de ses victimes.

## Description
C'est un insecte originaire de Malaisie mesurant environ un centimètre de long.
Cet insecte se nourrit d'entrailles d'insectes, essentiellement de fourmis. Une fois ses proies vidées de leur substance, la punaise fixe leur carcasse (exosquelette) sur son dos et se déplace donc en permanence avec 10 à 20 cadavres sur son dos. Cette sorte d'armure naturelle lui permet d'intimider ses ennemis ou de faire diversion en fuyant et en abandonnant ces squelettes à un prédateur en cas d'attaque.